# معهد ماكس بلانك فلوريدا للعلوم العصبية
معهد ماكس بلانك فلوريدا للعلوم العصبية (بالإنجليزية: Max Planck Florida Institute for Neuroscience، ويُتختصر إلى: MPFI) هو معهد بحثي يختص بدراسة وظائف المخ والدوائر العصبية. يقع مقره في جوبيتر بولاية فلوريدا، وهو أول معهد علمي تنشئه جمعية ماكس بلانك في الولايات المتحدة الأمريكية.

## وصلات خارجية
- الموقع الرسمي للمعهد (بالإنجليزية) (بالألمانية)